# Glyphipterix achlyoessa
Glyphipterix achlyoessa là một loài bướm đêm thuộc họ Glyphipterigidae. Nó được tìm thấy ở New Zealand.

## Hình ảnh

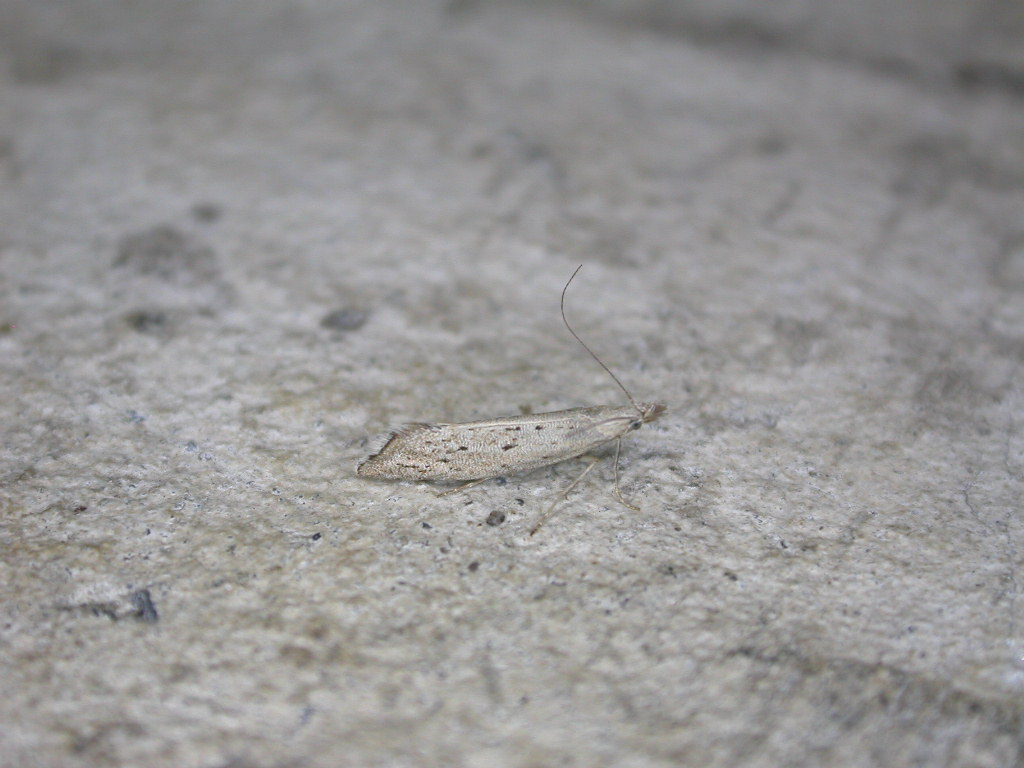